# Cyrtodactylus semiadii
Cyrtodactylus semiadii es una especie de gecos de la familia Gekkonidae.

## Distribución geográfica yhábitat
Es endémica de una zona kárstica de Java (Indonesia).